# Pojałowice
Pojałowice – wieś w Polsce, położona w województwie małopolskim, w powiecie miechowskim, w gminie Miechów.
| SIMC    | Nazwa              | Rodzaj    |
| ------- | ------------------ | --------- |
| 0251601 | Celiny Pojałowskie | część wsi |
| 0251618 | Kalenice           | część wsi |
| 0251624 | Rzeczyska          | część wsi |
| 0251630 | Wielka Droga       | część wsi |
| 0251647 | Zagaje Pojałowskie | część wsi |

W latach 1954-1961 wieś była w gromadzie Wymysłów, po przeniesieniu siedziby gromady wieś była siedzibą gromady Pojałowice (gromada). W latach 1975–1998 miejscowość administracyjnie należała do województwa kieleckiego.

## Zabytki
Obiekt wpisany do rejestru zabytków nieruchomych województwa małopolskiego:
- kaplica dworska z 1763 roku.

## Osoby związane z miejscowością
- Mateusz Manterys
- Stanisław Manterys
- Roman Bielawski